# Tipula (Eumicrotipula) crossospila
Tipula (Eumicrotipula) crossospila is een tweevleugelige uit de familie langpootmuggen (Tipulidae). De soort komt voor in het Neotropisch gebied.